# Smokey Bones
Barbeque Integrated Inc. o semplicemente Smokey Bones è una catena di ristoranti casual americani.

## Storia
Nell'agosto 1999, Darden Restaurants, Inc. ha aperto il primo ristorante Smokey Bones a Orlando, in Florida, nel sito precedentemente occupato da Red Lobster e vicino al quartier generale di Darden. Nel giugno 2001, Darden aveva aperto altri 8 ristoranti Smokey Bones BBQ Sports Bar in Florida, nel Midwest e nel nord-est.
Il 5 maggio 2007, è stato annunciato che Darden Restaurants stava chiudendo 56 ristoranti Smokey Bones e pianificando di vendere i restanti 73 nella sua catena in difficoltà. Le chiusure si sono verificate in 22 stati, principalmente negli Stati Uniti sud-occidentali e centro-settentrionali.
Nel 2008 Sun Capital Partners ha completato l'acquisto da 80 milioni di dollari della catena Smokey Bones Barbeque & Grill da Darden Restaurants Inc.